# Aeropuerto de Shigatse
El Aeropuerto de Shigatse o Aeropuerto de la Paz Shigatse (en chino: 日喀则和平机场) (IATA: RKZ, ICAO: ZURK) Es un aeropuerto mixto de uso militar y civil que sirve Xigazê, la segunda ciudad más grande de la Región Autónoma del Tíbet, China. Se encuentra ubicado en Jiangdang, a 43 kilómetros de Xigazê. Fue construido a una altitud de 3.782 metros (12.408 pies), lo que lo convierte en uno de los aeropuertos a mayor altura del mundo.
Las obras para el aeropuerto de Xigazê comenzaron en 1968 y se terminaron en 1973. Fue exclusivamente para uso militar hasta 2010 , cuando se completó una expansión de 532 millones de yuanes . El 30 de octubre de 2010, el aeropuerto fue inaugurado como el quinto aeropuerto civil en el Tíbet.

## Estadísticas
Ver fuente y consulta Wikidata.